# Rotigonalia larissae
Rotigonalia larissae är en insektsart som beskrevs av Rodney Ramiro Cavichioli 2000. Rotigonalia larissae ingår i släktet Rotigonalia och familjen dvärgstritar. Inga underarter finns listade i Catalogue of Life.